# ダニエル・サラス
ダニエル・サラス（Daniel Salas, 1988年6月8日 – ）は、メキシコの男性総合格闘家。BONEBREAKERS TEAM所属。現BSCライト級王者。

## 経歴
2007年、メキシコのMMA Xtremeにて19歳でプロデビュー。
デビュー戦は敗れるも、以降は12連勝（12連続KO・一本勝ち）を飾った。
2015年にはUFCのTUF:Latin America Season 2のライト級部門に、1階級下のフェザー級の選手にも関わらず選出されるなど、複数の団体で活躍。
2020年2月22日、RIZIN.21にて朝倉未来と対戦し、ハイキックでダウンを奪われ、2R2分34秒にグラウンドパンチでKO負けを喫した。
2021年4月10日、ライト級に階級を上げ、Budo Sento Championship  Vol 2 - Salas vs. Oliveiraのメインイベントでチアゴ・オリベイラと対戦し、パンチのラッシュで2RKO勝ち。
2021年12月3日、Budo Sento Championship  5にてライト級タイトルマッチ行い、エドニルソン・デ・ジョゼ・バロースと対戦し、3R判定勝ち。BSCライト級王者となった。
2022年12月9日、Budo Sento Championship 12のライト級タイトルマッチでアドリアーノ・ヌネスと対戦し、5R判定勝ち。タイトルを防衛。
2023年12月1日、Budo Sento Championship 19のライト級タイトルマッチでアラン・ルイスと対戦し、2Rリアネイキドチョークで一本勝ち。タイトルを防衛した。

## 戦績
| 総合格闘技 戦績 | 総合格闘技 戦績 | 総合格闘技 戦績 | 総合格闘技 戦績 | 総合格闘技 戦績 | 総合格闘技 戦績 | 総合格闘技 戦績 |
| --------------- | --------------- | --------------- | --------------- | --------------- | --------------- | --------------- |
| 29 試合         | (T)KO           | 一本            | 判定            | その他          | 引き分け        | 無効試合        |
| 20 勝           | 6               | 9               | 5               | 0               | 1               | 0               |
| 8 敗            | 3               | 0               | 5               | 0               | 1               | 0               |

| 勝敗 | 対戦相手                           | 試合結果                            | 大会名                                                  | 開催年月日     |
| ×    | エマニュエル・サンチェス           | 5分3R終了 判定0-3                   | XFC 50: Johnson vs. Addey                               | 2024年4月12日  |
| ○    | アラン・ルイス                     | 2R 4:18 リアネイキドチョーク        | BSC 19 【BSCライト級タイトルマッチ】                    | 2023年12月1日  |
| ○    | アドリアーノ・ヌネス               | 5分5R終了 判定3-0                   | BSC 12 【BSCライト級タイトルマッチ】                    | 2022年12月9日  |
| ○    | エドニルソン・デ・ジョゼ・バロース | 5分3R終了 判定3-0                   | BSC 5: Hunter vs. Cai Cai 【BSCライト級タイトルマッチ】 | 2021年12月3日  |
| ○    | チアゴ・オリベイラ                 | 2R 3:35 KO（パンチ連打）            | BSC Vol 2: Salas vs. Oliveira                           | 2021年4月10日  |
| ×    | 朝倉未来                           | 2R 2:34 KO（左ハイキック→パウンド） | RIZIN.21                                                | 2020年2月22日  |
| ○    | ジョン・ザラテ                     | 5分3R終了 判定3-0                   | Crixus MMA - 02                                         | 2019年8月19日  |
| ○    | エンジェル・ロドリゲス             | 5分3R終了 判定2-1                   | CRF 28                                                  | 2018年5月24日  |
| ×    | ビクター・フェルナンデス・アリアス | 5分3R終了 判定0-3                   | CRF 21                                                  | 2017年2月19日  |
| △    | セルジオ・コッシオ                 | 5分3R終了 判定1-0                   | XFL - CDMX                                              | 2016年8月19日  |
| ○    | アルシ・クレイトン                 | 2R 3:05 リアネイキドチョーク        | CRF 13                                                  | 2014年10月25日 |
| ○    | エドガー・デルガド                 | 5分3R終了 判定3-0                   | CRF 11                                                  | 2014年6月12日  |
| ×    | ギルソン・ロマント                 | 5分3R終了 判定0-3                   | XFCI 1                                                  | 2014年2月8日   |
| ×    | ジェイソン・ブレントン             | 1R 1:01 TKO（パンチ）               | JMMAS 11                                                | 2013年8月10日  |
| ×    | アントニオ・ラミレス               | 5分3R終了 判定1-2                   | XK 10                                                   | 2012年4月14日  |
| ×    | ガブリエル・ベニテス               | 5分3R終了 判定0-3                   | XFL                                                     | 2011年5月26日  |
| ○    | ウリセス・アレバロ                 | 1R 0:00 三角絞め                    | FFC 3                                                   | 2011年4月2日   |
| ○    | エドガー・ガルシア・カベロ         | 1R 2:16 リアネイキドチョーク        | XFL 9                                                   | 2010年9月2日   |
| ○    | ウリセス・ロペス                   | 2R 1:25 TKO（パンチ）               | XFL 8 【XFLトーナメント決勝】                           | 2010年7月15日  |
| ○    | エドガー・ガルシア・カベロ         | 2R 3:42 三角絞め                    | XFL 7 【XFLトーナメント準決勝】                         | 2010年5月27日  |
| ○    | ラモン・フェルナンデス             | 1R 4:42 リアネイキドチョーク        | XFL 6 【XFLトーナメント一回戦】                         | 2010年4月15日  |
| ○    | ファクンド・ポンセ                 | 1R 2:01 TKO（ドクターストップ）     | MMA Xtreme 23                                           | 2009年8月15日  |
| ○    | カルロ・メディナ                   | 1R 1:19 TKO（左フック→パウンド）    | Total Combat 33                                         | 2009年7月11日  |
| ○    | ヤヒル・コルドバ                   | 1R 2:55 三角絞め                    | XFS 4                                                   | 2009年4月27日  |
| ○    | ロドルフォ・ルディ                 | 1R 3:02 ヒールフック                | XFS 2                                                   | 2009年2月26日  |
| ○    | クリスチャン・セラーノ             | 2R 0:18 KO（パンチ）                | XFS 2                                                   | 2009年2月26日  |
| ○    | エドウィン・マルドナド             | 2R 0:42 リアネイキドチョーク        | MMA Xtreme 16 2                                         | 2007年11月18日 |
| ○    | リック・スクリートン               | 1R 2:55 TKO（パンチ）               | MMA Xtreme 13                                           | 2007年7月28日  |
| ×    | ラウル・ロドリゲス                 | 2R 0:23 KO（パンチ）                | MMA Xtreme 11                                           | 2007年4月21日  |

### エキシビションマッチ
| 勝敗 | 対戦相手               | 試合結果          | 大会名                                                           | 開催年月日    |
| ×    | オラシオ・グティエレス | 5分3R終了 判定1-2 | The Ultimate Fighter Season 2 【フェザー級トーナメント準々決勝】 | 2015年3月31日 |